# Itet
Itet, o Atet, va ser una noble egípcia durant la dinastia IV. Era l'esposa de Nefermaat, el fill gran del rei Snefru, que va exercir de djati i de líder religiós a la cort reial que oficiava en el culte de Bastet. Va ser mare de tres filles i molts fills. El seu fill, Hemiunu, va succeir al seu marit com a djati. Ella i el seu marit van ser enterrats a la mastaba 16 de Meidum, prop de la piràmide construïda allí pel rei.
Itet portava el títol de "Coneguda pel Rei", que s'utilitzava per indicar una persona que formava part del seguici reial. Els pares d'Itet no es coneixen.

## Família

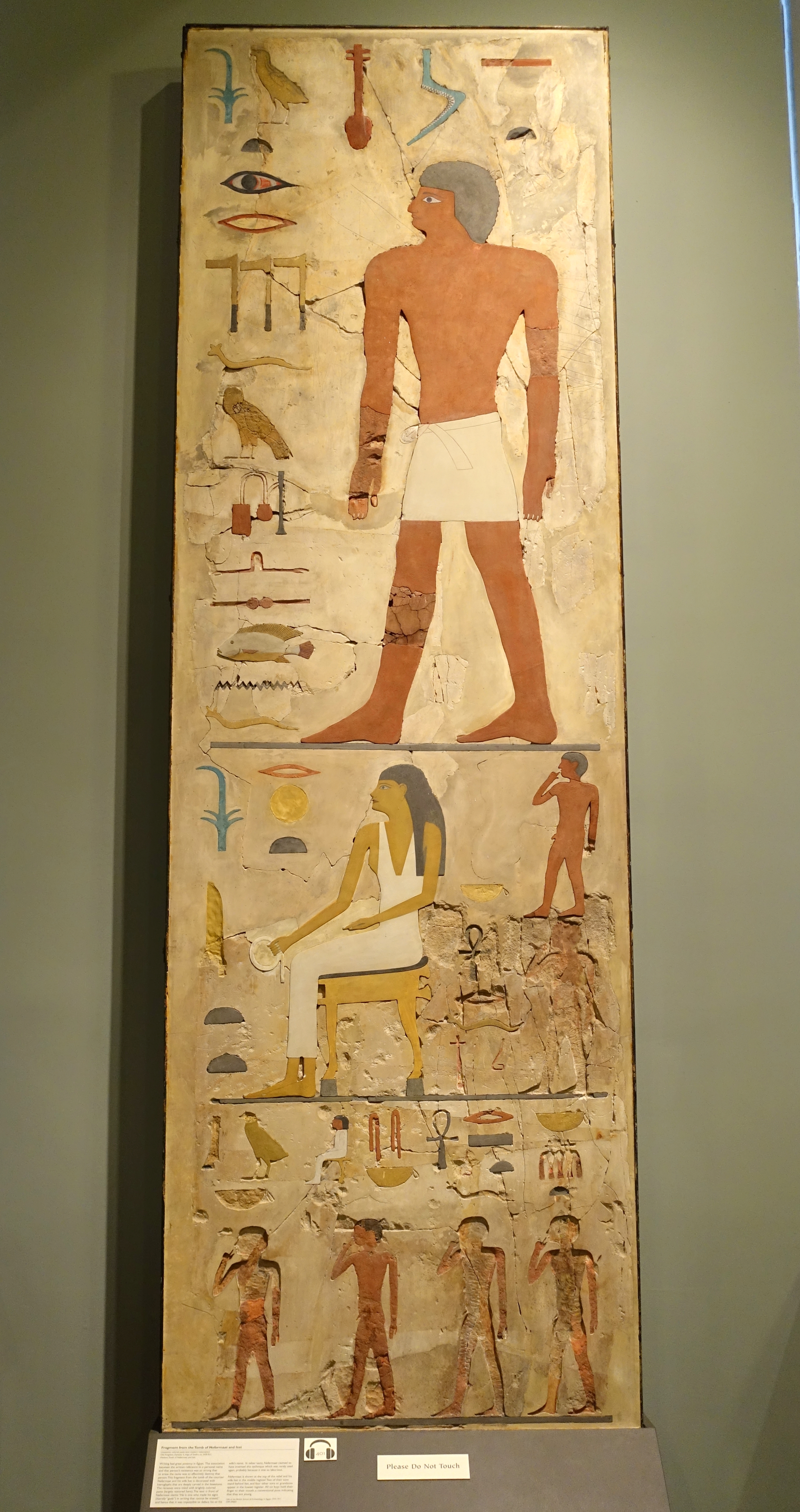
Estela que representa el marit d'Itet, Nefermaat (part superior), a Itet asseguda (al centre) i darrere d'ella un fill desconegut (a dalt) i Ankherfenedjef (a baix). La capa inferior representa quatre dels seus fills més: d'esquerra a dreta, Uehemka, un nen desconegut, Ankherxeretef i Nebkhenet. Universitat de Chicago.

A la tomba d'Itet i Nefermaat s'hi anomenen disset dels seus descendents. Les filles Djefatsen i Isesu i els fills Hemiunu, Isu, Teta i Khentimereix hi apareixen com a adults, mentre que la filla Pageti i els fills Itisen, Inkaef, Serfka, Uehemka, Xepseska, Kakhent, Ankherxeretef, Ankherfenedjef, Bun, Xepsesneb i Neb hi són representats com a nens.
El seu fill Hemiunu és el djati que es creu que va ajudar a planificar la Gran Piràmide de Khufu i sovint se'l considera el seu arquitecte.